# UBA3
UBA3 (англ. Ubiquitin like modifier activating enzyme 3) – білок, який кодується однойменним геном, розташованим у людей на короткому плечі 3-ї хромосоми.  Довжина поліпептидного ланцюга білка становить 463 амінокислот, а молекулярна маса — 51 852.
| 10         |  | 20         |  | 30         |  | 40         |  | 50         |
| ---------- |  | ---------- |  | ---------- |  | ---------- |  | ---------- |
| MADGEEPEKK |  | RRRIEELLAE |  | KMAVDGGCGD |  | TGDWEGRWNH |  | VKKFLERSGP |
| FTHPDFEPST |  | ESLQFLLDTC |  | KVLVIGAGGL |  | GCELLKNLAL |  | SGFRQIHVID |
| MDTIDVSNLN |  | RQFLFRPKDI |  | GRPKAEVAAE |  | FLNDRVPNCN |  | VVPHFNKIQD |
| FNDTFYRQFH |  | IIVCGLDSII |  | ARRWINGMLI |  | SLLNYEDGVL |  | DPSSIVPLID |
| GGTEGFKGNA |  | RVILPGMTAC |  | IECTLELYPP |  | QVNFPMCTIA |  | SMPRLPEHCI |
| EYVRMLQWPK |  | EQPFGEGVPL |  | DGDDPEHIQW |  | IFQKSLERAS |  | QYNIRGVTYR |
| LTQGVVKRII |  | PAVASTNAVI |  | AAVCATEVFK |  | IATSAYIPLN |  | NYLVFNDVDG |
| LYTYTFEAER |  | KENCPACSQL |  | PQNIQFSPSA |  | KLQEVLDYLT |  | NSASLQMKSP |
| AITATLEGKN |  | RTLYLQSVTS |  | IEERTRPNLS |  | KTLKELGLVD |  | GQELAVADVT |
| TPQTVLFKLH |  | FTS        |  |            |  |            |  |            |

A: Аланін

C: Цистеїн

D: Аспарагінова кислота

E: Глутамінова кислота

F: Фенілаланін

G: Гліцин

H: Гістидин

I: Ізолейцин

K: Лізин

L: Лейцин

M: Метіонін

N: Аспарагін

P: Пролін

Q: Глутамін

R: Аргінін

S: Серин

T: Треонін

V: Валін

W: Триптофан

Кодований геном білок за функцією належить до лігаз. 
Задіяний у таких біологічних процесах як клітинний цикл, убіквітинування білків, поліморфізм, ацетиляція, альтернативний сплайсинг. 
Білок має сайт для зв'язування з АТФ, нуклеотидами. 